# Трансгендерность
Трансге́ндерность — несовпадение гендерной идентичности или, в ряде случаев, гендерного выражения человека с полом, определённым при рождении. Некоторые трансгендерные люди идентифицируют себя с гендером, противоположным полу, определённому при рождении и называются транс-женщины и транс-мужчины соответственно, другие имеют идентичности, выходящие за рамки бинарной гендерной системы. Термин «трансгендер» может являться независимой идентичностью трансгендерного человека, либо быть зонтичным понятием. В настоящее время сформировалась междисциплинарная область обширных научных исследований трансгендерных людей — трансгендерные исследования.
Трансгендерность не является болезнью или расстройством. В то же время некоторые трансгендерные люди испытывают сильный стресс в связи с несоответствием своего самоощущения и ожиданий окружающих, который может серьёзно сказываться на их здоровье и качестве жизни. Такой стресс называется гендерной дисфорией. Часто оптимальным решением этой проблемы является трансгендерный переход, который может включать медицинские процедуры по коррекции пола и/или смену документов, однако не все трансгендерные люди стремятся совершить переход. Во многих случаях дистресс, который переживают трансгендерные люди, не связан непосредственно с их состоянием, а вызван дискриминацией и неприятием со стороны окружающих — трансфобией. Некоторые люди, испытывающие сильный стресс от несоответствия своего самоощущения с их присвоенным полом и желающие жить и функционировать как представители другого пола, идентифицируют себя как транссексуалы.
Численность трансгендерных людей и других гендерных меньшинств приблизительно 0,3—0,5 % (25 миллионов).

## Терминология
До середины XX века в западных медицинских и психологических науках, а также за их пределами, использовались различные термины для обозначения людей и идентичностей, которые позднее стали называться «транссексуальными», а с середины века и далее — «трансгендерными». Английский термин transsexual, заимствованный из немецкого и образованный по аналогии с немецким термином Transsexualismus (введённым в 1923 году), получил международное признание, хотя термин transgender постепенно стал использоваться чаще, чем transsexual. Слово transgender обрело современное значение зонтичного термина в 1990-х годах.
Руководства для медицинских работников, профессиональные журналистские стилистические справочники и правозащитные ЛГБТ-организации рекомендуют использовать те имена и местоимения, которые выбирает сам человек, в том числе при упоминании истории трансгендерного человека до транс-перехода.

### «Трансгендерность»
Хотя термин трансгендеризм ранее считался приемлемым, организация GLAAD в настоящее время классифицирует его как пейоратив. Психиатр Джон Ф. Оливен из Колумбийского университета использовал термин трансгендеризм в своей книге 1965 года Sexual Hygiene and Pathology, отметив, что ранее использовавшийся термин транссексуализм «вводит в заблуждение; на самом деле имеется в виду именно трансгендеризм, поскольку сексуальность не является главным фактором первичного трансвестизма». Термин трансгендер затем был популяризирован в различных значениях трансгендерными, транссексуальными и трансвеститскими людьми, в том числе Кристиной Йоргенсен и Вирджинией Принс, которая использовала термин transgenderal в декабрьском номере журнала Transvestia за 1969 год, национального журнала для кросс-дрессеров, который она основала. К середине 1970-х годов термины trans-gender и trans people («транс-люди») уже использовались в качестве зонтичных понятий, а слова transgenderist и transgenderal использовались по отношению к людям, желавшим жить в другом гендере, но не прибегавшим к гендерно-аффирмативной хирургии. Термин transgenderist иногда сокращался до TG в образовательных и общественных материалах; данное сокращение появилось к 1980-м годам. В 2020 году журнал International Journal of Transgenderism сменил название на International Journal of Transgender Health («Международный журнал трансгендерного здоровья») «с целью отражения изменений в сторону более приемлемого использования языка в данной области».
К 1984 году сформировалось понятие «трансгендерного сообщества», и слово трансгендер стало использоваться как зонтичный термин. В 1985 году Ричард Экинс основал «Архив трансгендерности» (Trans-Gender Archive) в Университете Ольстера. В 1992 году Международная конференция по трансгендерному праву и политике занятости определила термин трансгендер как широкий зонтичный термин, включающий «транссексуалов, трансгендеристов, кросс-дрессеров», а также всех тех, кто находится в процессе перехода. Памфлет Лесли Файнберг «Transgender Liberation: A Movement Whose Time has Come», распространявшийся в 1992 году, определил трансгендер как термин, объединяющий все формы гендерной неконформности; в этом смысле термин трансгендер стал синонимичен термину квир. В 1994 году гендерная теоретик Сьюзан Страйкер дала следующее определение термину трансгендер: он охватывает «все идентичности или практики, пересекающие, преодолевающие, перемещающиеся между или иным образом квирующие социально сконструированные границы пола/гендера», включая, помимо прочего, «транссексуальность, гетеросексуальный трансвестизм, гей-дрэг, бутч-лесбиянок и такие неевропейские идентичности, как североамериканские бердаши или индийские хиджра».
Прилагательное трансгендерный также может означать конкретно ситуацию, когда гендерная идентичность человека противоположна (а не просто отличается от) того пола, который был определён или приписан ему при рождении. Напротив, люди, чьё личное самоощущение соответствует полу и гендеру, которые были определены им при рождении, — то есть те, кто не является трансгендерными, небинарными или гендерквирными людьми, — называются цисгендерными.

### «Транссексуализм»
Вдохновлённый термином «психический транссексуализм» (нем. seelischer Transsexualismus)б введённым Магнусом Хиршфельдом в 1923 году, термин «транссексуал» был впервые использован на английском языке в 1949 году Дэвидом Оливером Колдуэллом и стал широко известен благодаря Гарри Бенджамину в 1966 году — примерно в то же время, когда был придуман и начал распространяться термин «трансгендер». С 1990-х годов термин «транссексуал» обычно используется в отношении той части трансгендерных людей, которые хотят совершить постоянный переход к гендеру, с которым себя идентифицируют, и которые обращаются за медицинской помощью (например, хирургической коррекцией пола).
Различия между терминами «трансгендер» и «транссексуал» обычно основаны на разделении понятий пола и гендера. Транссексуальность, как правило, больше связана с физическими аспектами пола человека, а трансгендерность — с психологическим гендерным самоощущением и связанными с ним социальными ожиданиями и гендерными ролями. Многие трансгендерные люди отвергают термин «транссексуал». Кристина Йоргенсен публично отвергла термин «транссексуал» в 1979 году, вместо этого идентифицируя себя как трансгендерный человек, заявив, что «гендер связан не с сексуальными партнёрами, а с идентичностью». Некоторые возражают против термина «транссексуал», утверждая, что он описывает состояние, связанное с гендерной идентичностью, а не с сексуальностью[нужен лучший источник]. Некоторые люди, идентифицирующие себя как транссексуалы, возражают против включения их под общий термин «трансгендерность».
В своей книге 2007 года «Imagining Transgender: An Ethnography of a Category» антрополог Дэвид Валентайн утверждает, что термин «трансгендер» был придуман и использован активистами для описания множества людей, которые сами не обязательно идентифицируют себя с этим термином, и считает, что люди, которые не идентифицируют себя трансгендерными, не должны автоматически включаться в трансгендерный спектр. Лесли Файнберг аналогично утверждает, что для некоторых людей «трансгендер» не является самоидентификацией, а представляет собой категорию, навязанную внешними наблюдателями с целью понимания других людей. По данным Программы здоровья трансгендерных людей (Transgender Health Program, THP) медицинского центра Fenway Health в Бостоне, не существует общепринятых определений, а путаница в терминах распространена, поскольку обозначения, популярные в начале XXI века, сегодня могут восприниматься как оскорбительные. Специалисты THP рекомендуют медицинским работникам выяснять у самих клиентов, какие термины те предпочитают использовать, и избегать термина «транссексуал», если только не уверены, что клиент относится к нему положительно.
Гарри Бенджамин разработал систему классификации транссексуальных и трансвести-людей, известную как Шкала половой ориентации, в которой он распределил их по шести категориям в зависимости от причин, побуждающих их к переодеванию, а также от степени выраженности их потребности (если таковая имеется) в хирургической коррекции пола. Современные взгляды на гендерную идентичность и классификацию значительно отличаются от первоначальных идей Гарри Бенджамина. Сегодня сексуальная ориентация больше не рассматривается в качестве критерия для диагностики или различения транссексуальности, трансвестизма и других форм гендерно-вариативного поведения и выражения. Шкала Бенджамина изначально была предназначена для гетеросексуальных транс-женщин и не подходит для описания идентичностей транс-мужчин.

### Другие термины
- Трансфеминность (англ. Transfeminine) — это термин, обозначающий любого человека (бинарного или небинарного), которому при рождении был приписан мужской пол, но который идентифицирует себя преимущественно с женским гендером или выражает себя преимущественно в женском гендерном стиле[46]. Термин трансмаскулинность (англ. Transmasculine) обозначает человека (бинарного или небинарного), которому при рождении был приписан женский пол, но который идентифицирует себя преимущественно с мужским гендером или выражает себя преимущественно в мужском гендерном стиле[46].
- Термин transgendered («трансгендерный» с окончанием -ed) часто встречается в более старой литературе. Многие представители трансгендерного сообщества считают его некорректным, так как слово transgender («трансгендерный») является прилагательным, а не глаголом[47]. Такие организации, как GLAAD и газета The Guardian, также подчёркивают, что слово transgender («трансгендерный») никогда не должно использоваться как существительное в английском языке (например, корректно говорить «Макс трансгендерный» или «Макс — трансгендерный мужчина», а не «Макс — трансгендер»)[48][49]. При этом слово transgender («трансгендерность») также используется как существительное для обозначения общей темы трансгендерной идентичности и опыта[50].
- Термины «женский пол, приписанный при рождении» (AFAB), «мужской пол, приписанный при рождении» (AMAB), «женский пол, назначенный при рождении» (DFAB) и «мужской пол, назначенный при рождении» (DMAB) используются для обозначения пола, который был человеку приписан или назначен при рождении; они считаются более инклюзивными и корректными с гендерной точки зрения, чем близкие по смыслу термины «биологический мужчина» или «биологическая женщина»[51].
- Термин «транс*» (со звёздочкой) появился в 1990-х годах как инклюзивный термин, охватывающий широкий спектр не-цисгендерных идентичностей. Звёздочка выполняет функцию группового символа, подчёркивая включение в трансгендерный спектр различных идентичностей, помимо трансгендерных и транссексуальных, например гендерфлюидных или агендерных. Использование звёздочки («транс*») вызывает споры: одни считают, что она добавляет излишнюю сложность, другие — что она увеличивает инклюзивность, явно признавая ненормативные гендерные идентичности[52][53].

### Изменения в терминологии
С середины 1990-х до начала 2000-х годов основными терминами, используемыми в рамках трансгендерного спектра, были «female to male» («от женщины к мужчине», FtM) для мужчин, совершивших переход от женского пола к мужскому, и «male to female» («от мужчины к женщине», MtF) для женщин, совершивших переход от мужского пола к женскому. Впоследствии эти термины были вытеснены понятиями «транс-мужчина» и «транс-женщина» соответственно. Такой переход от терминов, подчёркивающих биологический пол («транссексуал», «FtM»), к терминам, акцентирующим гендерную идентичность и самовыражение («трансгендерный», «транс-мужчина»), отражает более широкое изменение в понимании идентичности трансгендерных людей и усиливающееся признание тех, кто отказывается от медицинской коррекции пола, частью трансгендерного сообщества.
Вместо термина «трансгендеризм» предлагалось использовать такие понятия, как трансность (transness), трансгендерность (transgenderness) или транс-идентичность (transidentity), аналогично соответствующим цисгендерным терминам: «цисность» (cisness), «цисгендерность» (cisgenderness) и «цис-идентичность» (cisidentity).

## Язык описания
Первые исследователи трансгендерности использовали для описания трансгендерных людей местоимения и личные имена, соответствующие определённому при рождении полу (рассматривая гендер соответствующим полу), тем самым отрицая гендерную идентичность исследуемых. С точки зрения некоторых современных исследователей, отрицание гендерной идентичности представляет собой проявление идеологии, утверждающей неполноценность или «неестественность» трансгендерных людей. Правозащитники и исследователи указывают на то, что отрицание гендерной идентичности трансгендерных людей может непосредственно приводить к дискриминации и насилию над ними. Поэтому нетрансгендерных людей они называют цисгендерами.
Те современные стилистические руководства для журналистов, которые затрагивают тему освещения жизни трансгендерных людей, рекомендуют всегда использовать в их отношении те самообозначения, личные имена и местоимения, которые эти люди для себя выбрали, в том числе в случаях, когда речь идёт о прошлом человека. Такие же рекомендации адресуются психологам и медицинским работникам, оказывающим помощь трансгендерным людям.

## Трансгендерность и сексуальная ориентация
Трансгендерность не имеет прямого отношения к сексуальной ориентации. Трансгендерные люди проявляют весь спектр возможных сексуальных ориентаций и предпочтений. Результаты современных исследований свидетельствуют о приблизительно равном статистическом распределении трансгендерных людей по спектру сексуальной ориентации. Так, по некоторым данным, среди трансгендерных женщин 27 % — испытывают влечение к мужчинам, 35 % к женщинам, 38 % бисексуальны. Среди трансгендерных мужчин, по данным исследований, 47 % испытывают влечение к женщинам, 18 % к мужчинам, 33 % бисексуальны.

### Терминология сексуальности
В прошлом врачи рассматривали сексуальную идентичность транссексуальных людей, относя их к гетеросексуалам или гомосексуалам на основании определённого при рождении пола. Большинство транссексуальных и трансгендерных людей считают такой подход оскорбительным, так как он основан на отрицании их гендерной идентичности. Кроме того, он не учитывает возможность влечения трансгендерных людей к другим трансгендерным людям, в том числе людям с небинарными гендерными идентичностями.
Чтобы избежать путаницы и оскорбительных наименований, иногда используют термины «андрофилия» для обозначения влечения к мужчинам и «гинекофилия» — к женщинам. Однако эти термины также ограничиваются рамками бинарной гендерной системы.

## Трансгендерные идентичности
Для некоторых людей «трансгендер» является их идентичностью, но в то же время этот термин используется как зонтичное понятие, которое включает в себя ряд частично пересекающихся категорий, таких как «транссексуал» и «транссексуалка», «гендерквир», «бигендер», «агендер» и другие.
Некоторые трансгендерные мужчины также используют термин FtM (англ. female-to-male — «из женщины в мужчину»), трансгендерные женщины — MtF (male-to-female — «из мужчины в женщину»). Другие отвергают эти понятия, считая, что они придают излишнее значение «переходному состоянию» человека и умаляют его собственное самоощущение.
Трансгендерные идентичности разнообразны и изменчивы, поэтому составить их исчерпывающий список или дать им чёткие, стабильные определения невозможно. Соответственно, представленные ниже термины и описания представляют собой не более чем приблизительные ориентиры.

### Транссексуальные люди
Транссексуальные люди идентифицируют себя с полом, не соответствующим определённому при рождении, и стремятся жить и функционировать как представители такового, обычно с помощью трансгендерного перехода.
Некоторые транссексуальные люди, совершившие переход, по его окончании перестают определять себя как трансгендерных или транссексуальных и скрывают своё прошлое, предпочитая жить как обычные женщины или мужчины. Такая стратегия является в том числе способом защититься от дискриминации и насилия, которые часто следуют за каминг-аутом. В настоящее время термины «транссексуал» и «транссексуалка» вытеснены соответственно терминами «транс-мужчина» и «транс-женщина».

### Трансвеститы или кроссдрессеры
Трансвеститы, или кроссдрессеры, — это люди, одевающиеся в одежду противоположного пола, то есть практикующие кроссдрессинг. Хотя некоторые люди используют понятие «трансвестит» как самообозначение, другие считают его дискриминационным и унизительным, предпочитая слово «кроссдрессер». Не все кроссдрессеры являются трансгендерными людьми: кроссдрессинг представляет собой форму гендерного выражения, которая не связана напрямую с гендерной идентичностью человека. Главным моментом является то, что кроссдрессеры не стремятся изменить свой физический пол путём хирургического вмешательства и, как правило, не испытывают гендерной дисфории, того же уровня, что трансексуальные люди.

### Небинарные и квир-идентичности
Многие трансгендерные люди не относят себя ни к мужчинам, ни к женщинам. Они могут описывать своё гендерное самоощущение как одновременную принадлежность к двум или нескольким гендерам, нахождение «между» ними или «вне» их. Некоторые люди используют для обозначения своих идентичностей такие понятия, как гендерквир, бигендер, тригендер, агендер и другие.
Как и транссексуальные люди, некоторые люди с небинарными идентичностями проходят хирургические операции или принимают гормональные препараты, чтобы изменить своё тело и чувствовать себя комфортнее. Другие не считают, что это может им помочь, или не испытывают дискомфорта в связи со своим телом. Некоторые имеют андрогинную внешность, в то время как другие выглядят как обычные мужчины или женщины, но могут совершать каминг-аут, открыто говоря о своей идентичности. Многие не делают каминг-аута, чтобы избежать отвержения.
Небинарные люди часто испытывают отвержение и дискриминацию как со стороны цисгендерного большинства, так и со стороны бинарных трансгендерных людей: и те, и другие не принимают гендерные идентичности небинарных людей всерьёз, считают их временным явлением или желанием выделиться. В действительности гендерное самоощущение небинарного человека является столь же подлинным элементом его личности, как и у любого другого цисгендерного или трансгендерного человека. По данным исследований, небинарные трансгендерные люди подвергаются большей опасности дискриминации, физического и сексуального насилия, чем трансгендерные мужчины и женщины.

## Трансгендерность и интерсекс
По определению Управления Верховного комиссара ООН по правам человека интерсекс-люди — это люди, рождённые с половыми признаками, которые не соответствуют типичному определению мужского или женского тела. К половым признакам, определяющим пол, относятся хромосомы, половые железы, репродуктивные органы, гениталии и гормональные уровни. Интерсекс-вариации могут быть заметными уже сразу при рождении, однако чаще проявляются лишь в пубертатном периоде. В некоторых случаях могут вовсе не наблюдаться внешние проявления.
Не все интерсекс-люди являются трансгендерными людьми, так как многие из них идентифицируют себя с приписанным им при рождении полом. Тем не менее, проблемы трансгендерных и интерсекс-людей часто пересекаются, например, в таких вопросах как процедура смены гендерного маркера в документах или же в вопросах касающихся медицины.

## Трансгендерность и здоровье

### Психическое здоровье
Всемирная организация здравоохранения заявляет, что повышенный риск психических расстройств трансгендерных людей связан с трансфобией, дискриминацией и насилием.
25 мая 2019 года ВОЗ официально прекратила классифицировать трансгендерность как психическое расстройство. С этого момента документ описывает «расстройство гендерной идентичности» как «гендерное несоответствие», и термин был исключён из главы о психических расстройствах. В современной науке психическое состояние считается расстройством в случае, если оно вызывает дистресс или ограничение возможностей. Многие трансгендерные люди не испытывают стресса или нарушения каких-либо функций в связи со своим гендером, поэтому идентификация в качестве трансгендерного человека не представляет собой психическое расстройство. При этом значительный стресс может вызывать затруднённый доступ к ресурсам, позволяющим свободно выражать свою гендерную идентичность (таким как гормональная терапия и другие медицинские процедуры), непринятие в обществе, дискриминация и нападения. Как отмечают специалисты, именно в силу этих обстоятельств среди трансгендерных людей тревожность, депрессия и другие ментальные проблемы встречаются чаще, чем среди цисгендерных людей.
Некоторые трансгендерные люди испытывают гендерную дисфорию, то есть стресс, вызванный самим фактом несоответствия своей гендерной идентичности приписанному полу. Гендерная дисфория может проявляться, в частности, через депрессию или затруднения в формировании здоровых отношений с другими людьми. Преодоление дисфории подразумевает облегчение страданий и восстановление функциональности, поэтому решением этой проблемы часто, хотя и не всегда, является трансгендерный переход. Диагноз «гендерная дисфория», или «расстройство гендерной идентичности», часто неверно интерпретируют, предполагая, что все трансгендерные люди испытывают дисфорию. Трансгендерные люди, не испытывающие дискомфорта или внутренней фрустрации в связи со своей гендерной идентичностью, не имеют гендерной дисфории. Понятие «гендерная дисфория» также не подразумевает моральной оценки, так как, согласно принципам современной психологии, наличие у человека ментальной или эмоциональной проблемы не может быть основанием для социальной стигмы.
Специалисты по психическому здоровью рекомендуют людям, испытывающим внутренний конфликт в связи со своей гендерной идентичностью или стресс от несовпадения самоощущения и ожиданий окружающих, обращаться за психотерапевтической помощью. Однако клиническая подготовка не включает в достаточном объёме информацию, необходимую для оказания адекватной помощи трансгендерным клиентам. Многие психологи и психотерапевты недостаточно осведомлены о трансгендерности, и часто трансгендерные люди, обращаясь к таким специалистам, не получают необходимой помощи и вынуждены вместо этого заниматься их просвещением.
Трансгендерные люди могут обращаться за психологической помощью по различным причинам, и сам факт обращения не означает, что проблема заключается в гендерной идентичности. Для многих трансгендерных людей основную проблему составляет эмоциональное напряжение, вызванное социальной стигмой и столкновениями с трансфобией. По словам одной трансгендерной женщины, '«трансгендерные люди приходят к терапевту, и большая часть их проблем не имеет отношения к самой трансгендерности, а только к тому, что им приходилось скрываться, лгать, и они чувствовали вину и стыд, и к сожалению, обычно это длилось годами»'. Будучи вынужденными справляться с общественным порицанием и неприятием трансгендерности, многие люди также обращаются за психологической помощью в связи с депрессией и тревожностью, и многие подчёркивают, что признание терапевтом их гендерной идентичности — необходимое условие для того, чтобы они могли обсуждать с ним другие вопросы качества своей жизни.

### Физическое здоровье
Для трансгендерных людей существует ряд медицинских возможностей по приведению своего тела в соответствие с самоощущением. Заместительная гормональная терапия для трансгендерных мужчин вызывает рост бороды, перераспределение жировой ткани, маскулинизацию кожи, волосяного покрова и изменение голоса. Гормональная терапия для трансгендерных женщин феминизирует распределение жировой ткани и форму груди. Лазерная или электроэпиляция для трансгендерных женщин удаляет лишние волосы. Хирургические операции для трансгендерных женщин феминизируют голос, кожу, черты лица, кадык, грудь, талию, ягодицы и гениталии. Хирургические операции для трансгендерных мужчин маскулинизируют грудь и гениталии, удаляют матку, яичники и фаллопиевы трубы.
Объём медицинских процедур определяется индивидуальными потребностями каждого человека. Многие трансгендерные люди не заинтересованы в физическом переходе, другие нуждаются в некоторых, но не во всех процедурах.

#### Целесообразность и эффективность медицинской коррекции пола
Современные эксперты по здоровью трансгендерных людей согласны в том, что как медицинские, так и немедицинские (такие как смена документов) элементы коррекции пола полезны и эффективны для людей с диагнозом «гендерная дисфория». Так, согласно Всемирной профессиональной ассоциации по вопросам здоровья трансгендерных людей (WPATH), медицинские процедуры по коррекции пола не являются «косметическими» или «факультативными», а представляют собой медицинскую необходимость. Они также не являются экспериментальными: многолетний клинический опыт и медицинские исследования показывают, что они имеют важнейшее значение для благополучия трансгендерных людей. По данным исследований, заместительная гормональная терапия и хирургические операции способствуют повышению качества жизни, общего состояния здоровья, социального функционирования, а также ментального здоровья трансгендерных пациентов.
В 2011 году медики из Каролинского института в Швеции провели исследование, которые показало более высокий уровень ментальных проблем и самоубийств среди людей, прошедших хирургические процедуры по коррекции пола, по сравнению с цисгендерными людьми. Исследователи наблюдали за 324 людьми, сделавшими операции по коррекции пола, и обнаружили более высокие показатели общей смертности, попыток самоубийств и госпитализации с психиатрическими диагнозами, чем в контрольной группе цисгендерных людей. Некоторые неспециалисты ссылаются на эти данные как основание для признания хирургической коррекции пола неэффективной. Но сами шведские исследователи указывают, что для определения эффективности операций необходимо сравнение с трансгендерными людьми, которым операции не проводились. В этом исследовании такого сравнения не было сделано, потому что исследователи не ставили перед собой цели выяснить эффективность операций. Их данные показывают, что риски для здоровья и жизни трансгендерных людей уменьшаются с ростом качества оказания медицинской помощи и с улучшением отношения к трансгендерным людям в обществе. Основной вывод исследователей в том, что медицинская помощь трансгендерным людям должна быть высококачественной и комплексной.
Исследования, которые проводятся с непосредственной целью выяснить эффективность медицинских процедур по коррекции пола, показывают, что удовлетворённость результатами коррекции пола, а также социальное и эмоциональное благополучие трансгендерных людей повышается по мере того, как растёт качество оказания медицинской помощи. Так, исследования пациентов, которые получали медицинскую помощь в соответствии со Стандартом оказания медицинской помощи транссексуальным, трансгендерным и гендерно-неконформным людям (его разработкой занимается с 1979 года Всемирная профессиональная ассоциация по здоровью трансгендерных людей (WPATH), эксперты которой регулярно обновляют и дорабатывают Стандарт), показали, что ни один из пациентов не сожалел о проведённых операциях.

## Нейробиология
Согласно отчёту, представленному на годовом собрании Европейского общества эндокринологии в 2018 году, функциональные характеристики мозга трансгендерных людей более соответствует полу, с которым они себя идентифицируют. Таким образом, мозговая структура и неврологические паттерны транс-женщин более соответствуют цисгендерным женщинам, а транс-мужчин — цисгендерным мужчинам.
Другое сравнительное исследование головного мозга трансгендерных и цисгендерных людей при помощи магнитно-резонансной томографии показало существенные различия в объёме островковой доли. Результаты показывают, что трансгендерность и транссексуальность некорректно относить к сугубо социокультурным феноменам.

## Дискриминация
Трансгендерные люди по всему миру подвергаются отвержению, стигматизации, оскорблениям и физическому насилию. Миллионы трансгендерных людей не имеют возможности получить личные документы, отражающие их гендер, устроиться на работу, получить базовые государственные услуги, и сталкиваются c глубоко укоренённой дискриминацией в сферах здравоохранения, трудоустройства, жилищного вопроса, образования, и в собственных семьях. Эти нарушения прав трансгендерных людей носят систематический характер, но повсеместно недостаточно документируются. По данным мониторинга убийств трансгендерных людей, проводимого правозащитной организацией «Трансгендерная Европа» (англ. Transgender Europe), с 2008 по 2011 год было зарегистрировано более 800 убийств трансгендерных людей по всему миру. Как отмечают специалисты, в действительности убийств трансгендерных людей на почве ненависти, вероятно, гораздо больше, но получение информации о них затруднено.
По данным опроса 2011—2012 года, в России приблизительно каждый четвёртый трансгендерный человек сталкивался с физическим насилием, причём 23 % — со стороны родственников. 59 % подвергались давлению со стороны сверстников в школе, 28 % — дискриминации на работе, 43 % сталкивались с проблемами из-за несоответствия внешности и документов.

## Права трансгендерных людей

### Смена имени и паспортного пола
Во многих странах существуют юридические процедуры, позволяющие трансгендерным людям менять свой юридический пол и имя в соответствии с их гендерной идентичностью. При этом большинство стран признаёт только два юридических пола: мужской и женский, — и исключает другие гендерные идентичности и способы выражения. В ряде стран условием для смены документов является проведение определённых медицинских процедур по коррекции пола, в частности заместительной гормональной терапии и хирургических операций. По мнению ведущих экспертов в области здоровья трансгендерных людей, такие законы нуждаются в изменении, так как объём необходимых медицинских вмешательств зависит от потребностей конкретного человека и не может навязываться извне. При этом эксперты указывают на то, что смена документов играет важнейшую роль для социального функционирования многих трансгендерных людей, а затруднение или невозможность смены документов может иметь разрушительные последствия для их социальной интеграции и личной безопасности.

#### В России
В России смена паспортного пола регулировалась Федеральным законом об актах гражданского состояния. Согласно статье 70 этого закона, для внесения изменений в актовую запись о рождении заявитель должен был представить медицинский документ установленного образца, подтверждающий «смену пола». Однако образец такого документа не был разработан до 2017 года, в результате чего органы ЗАГС часто отказывали трансгендерным людям в смене документов. В таких случаях трансгендерные люди были вынуждены обращаться в суд. Хотя закон не определял объём медицинских вмешательств, требуемых для смены документов, на практике органы ЗАГС обычно отказывали в смене документов людям, не прошедшим никаких хирургических вмешательств, даже если сами заявители в таких вмешательствах не нуждались. 23 октября 2017 года Минздрав выпустил приказ N 850н «Об утверждении формы и порядка выдачи медицинской организацией документа об изменении пола», который установил конкретную форму документа для предоставления в органы ЗАГС и позволил изменить гендерный маркер в свидетельстве о рождении и прочих документах после прохождения комиссии из трёх врачей: психиатра, сексолога и медицинского психолога.
Российская ЛГБТ-сеть отмечала, что почти все транссексуалы в России были вынуждены обращаться в суды для соблюдения их права на смену документов. Однако, иногда и суды отказывали им в выдаче новых документов. Правозащитниками были зафиксированы случаи разглашения личных сведений, нарушения права на неприкосновенность частной жизни и нарушение медицинской тайны в отношении трансгендерных людей в процессе смены документов.
Российские и международные правозащитные организации утверждали, что особую проблему для трансгендерных людей представляла смена трудовой книжки. Согласно «Инструкции по заполнению трудовых книжек», при смене имени, старое имя должно было зачёркиваться. Поэтому было невозможно получить копию трудовой книжки с сохранением истории трудовой деятельности, но без предыдущего имени. Трансгендерные люди были вынуждены выбирать между заведением новой трудовой книжки без предыдущих мест работы или старой трудовой книжкой, где было бы зачёркнуто предыдущее имя. Последний вариант, по мнению правозащитников, нарушал неприкосновенность частной жизни трансгендерных людей, вынуждая их каждый раз рассказывать подробности своей личной жизни.
14 июня 2023 года Государственная Дума приняла Закон о запрете трансгендерного перехода в России. Приказом от 4 августа 2023 года N 415н был признан утратившим силу приказ, устанавливающий форму справки о «половой переориентации»

### Брак
7 ноября 2014 года в Петербурге во Дворце бракосочетания № 4 был официально зарегистрирован брак между Алёной Фурсовой и Ириной Шумиловой. Заключение де-факто однополого брака стало возможным благодаря тому, что Ирина Шумилова, будучи трансгендерной женщиной, уже проходящей гормональную терапию, не поменяла документы и де-юре оставалась мужчиной. В результате с точки зрения закона такой брак формально признаётся государством как разнополый. На торжественной церемонии обе брачующиеся были одеты в свадебные платья.

### Стерилизация
Органы защиты прав человека сделали вывод, что требование стерилизации противоречат физической неприкосновенности, самоопределению и достоинству человека. Стерилизация может увеличить дискриминацию трансгендерных людей.

## ЛГБТ-сообщество
Борьба трансгендерного сообщества за права развернулась в 1960-х годах и включала в себя беспорядки в ночном кафетерии Джина Комптона в Сан-Франциско, которое затем продолжилось в Нью-Йорке[проверить перевод].

## Отношение религии

### Католицизм
Папа Бенедикт XVI публично выступил с осуждением гендерной теории, а именно идеи о возможности гендерного самоопределения человека, заявив, что это размывает границы между мужчиной и женщиной и является отделением человека от Бога. С подобными заявлениями также выступал папа Франциск.
Конгрегация доктрины веры в 2000 году распространила среди католических архиепископов конфиденциальный документ, в котором отрицается гендерная идентичность трансгендерных людей и утверждается, что трансгендерный переход не меняет пол человека в глазах церкви.
Также в 2019 году католическая церковь опубликовала документ «Мужчину и женщину Он сотворил», в котором резюмировалась её официальная позиция. В документе отвергались термины трансгендер и интерсекс и критиковалась идея о том, что люди могут выбирать или менять свой пол, это интерпретировалось как «запутанное понятие свободы» и «сиюминутные желания».

#### Вторичные научные источники
- Bevan, Dana J. The Psychobiology of Transsexualism and Transgenderism. — Santa Barbara, California : ABC-Clio/Greenwood Publishing, 2014-11-17. — P. 42. — ISBN 9781440831270.
- Bouman, Walter Pierre (8 января 2020). Sumamus exordio: International Journal of Transgender Health. International Journal of Transgender Health. 21 (1): 1–2. doi:10.1080/15532739.2020.1709316. PMC 7430473. PMID 33015654.
- Bradford, Judith; Reisner, Sari L.; Honnold, Julie A.; Xavier, Jessica (2013). Experiences of Transgender-Related Discrimination and Implications for Health: Results From the Virginia Transgender Health Initiative Study. American Journal of Public Health. 103 (10): 1820–1829. doi:10.2105/AJPH.2012.300796. PMC 3780721. PMID 23153142.
- Committee on Health Care for Underserved Women (2011). Committee Opinion No. 512. Obstetrics & Gynecology. 118 (6): 1454–1458. doi:10.1097/AOG.0b013e31823ed1c1. PMID 22105293.
- Currah Paisley, Juang Richard M., Minter Shannon. Gender Pluralisms Under the Transgender Umbrella // Transgender rights. — Minneapolis : University of Minnesota Press, 2006. — ISBN 0-8166-4311-3.
- Dame-Griff, Avery. The Two Revolutions: A History of the Transgender Internet :  [англ.]. — NYU Press, 2023. — P. 9, 22. — ISBN 9781479818341.
- Danker, Sara; Narayan, Sasha K.; Bluebond-Langner, Rachel; Schechter, Loren S.; Berli, Jens U. (Август 2018). A Survey Study of Surgeons' Experience with Regret and/or Reversal of Gender-Confirmation Surgeries. Plastic and Reconstructive Surgery – Global Open. 6 (9 Suppl): 189. doi:10.1097/01.GOX.0000547077.23299.00. ISSN 2169-7574. PMC 6212091.
- Dhejne, Cecilia; Öberg, Katarina; Arver, Stefan; Landén, Mikael (Ноябрь 2014). An Analysis of All Applications for Sex Reassignment Surgery in Sweden, 1960–2010: Prevalence, Incidence, and Regrets. Archives of Sexual Behavior. 43 (8): 1535–45. doi:10.1007/s10508-014-0300-8. PMID 24872188. S2CID 24755434.
- Docter, Richard F.; Prince, Virginia (1997). Transvestism: A survey of 1032 cross-dressers. Archives of Sexual Behavior. 26 (6): 589–605. doi:10.1023/a:1024572209266. PMID 9415796. S2CID 43816859.
- Ekins, Richard; King, Dave (1999). Towards a Sociology of Transgendered Bodies. The Sociological Review. 47 (3): 580–602. doi:10.1111/1467-954X.00185. S2CID 144738527.
- Ekins, Richard. The Transgender Phenomenon / Richard Ekins, Dave King. — SAGE Publications, 2006. — P. 13–14. — ISBN 978-0-7619-7163-4.
- Fulton, Robert; Anderson, Steven W. (1992). The Amerindian "Man-Woman": Gender, Liminality, and Cultural Continuity. Current Anthropology. 33 (5): 603–610. doi:10.1086/204124. ISSN 1537-5382. JSTOR 2743927. S2CID 145077361.
- Gamson, Joshua (1995). Must Identity Movements Self-Destruct? A Queer Dilemma. Social Problems. 42 (3): 390–407. doi:10.2307/3096854. ISSN 0037-7791. JSTOR 3096854. Архивировано 19 мая 2023. Дата обращения: 19 мая 2023.
- Gazzaniga, Michael S. Human Development // Psychological Science. — 6th. — W. W. Norton, 2018. — ISBN 978-0-393-64040-3.
- Hirschfeld, Magnus. Die Intersexuelle Konstitution // Jahrbuch für sexuelle Zwischenstufen :  [нем.]. — 1923.
- Johnson, Austin H.; Hill, Ivy; Beach-Ferrara, Jasmine; Rogers, Baker A.; Bradford, Andrew (11 декабря 2019). Common barriers to healthcare for transgender people in the U.S. Southeast. International Journal of Transgender Health. 21 (1): 70–78. doi:10.1080/15532739.2019.1700203. ISSN 2689-5269. PMC 7430435. PMID 33015660.
- Klein, David A.; Paradise, Scott L.; Goodwin, Emily T. (1 December 2018). Caring for Transgender and Gender-Diverse Persons: What Clinicians Should Know. American Family Physician (англ.). 98 (11): 645–653. PMID 30485050. Архивировано 25 September 2024. Дата обращения: 25 September 2024-09. {{cite journal}}: Проверьте значение даты: |access-date= (справка)
- Lamm, Marnie. Lesbian, Bisexual, and Transgender Health // Integrative Women's Health / Marnie Lamm, Barbara Eckstein. — Oxford University Press, 19 November 2015. — ISBN 978-0190214807.
- Lombardi, Emilia L.; Wilchins, Riki Anne; Priesing, Dana; Malouf, Diana (October 2008). Gender Violence: Transgender Experiences with Violence and Discrimination. Journal of Homosexuality. 42 (1): 89–101. doi:10.1300/J082v42n01_05. PMID 11991568. S2CID 34886642.
- Mallon, Gerald P. Appendix: Definitions of Key Terms // Foundations of Social Work Practice with Lesbian and Gay Persons. — Harrington Park Press, 1998. — ISBN 1-56023-101-7.
- Marchiano, Lisa (2017-10-06). Outbreak: On Transgender Teens and Psychic Epidemics. Psychological Perspectives. 60 (3): 345–366. doi:10.1080/00332925.2017.1350804.
- Mills, Robert. Seeing Sodomy in the Middle Ages. — University of Chicago Press, 2015. — ISBN 9780226169262.
- Oliven, John F. Sexual Hygiene and Pathology: A Manual for the Physician and the Professions :  [англ.]. — 2nd. — Lippincott, 1965.
- Petersen, Jennifer. Gender Differences in Sexuality // Handbook of Gender Research in Psychology, Volume 1 / Jennifer Petersen, Janet Shibley Hyde. — New York; London : Springer Publishing, 12 March 2010. — ISBN 9781441914651.
- Polly, Ryan; Nicole, Julie (Март 2011). Understanding transsexual patients: culturally sensitive care in emergency nursing practice. Advanced Emergency Nursing Journal. 33 (1): 55–64. doi:10.1097/TME.0b013e3182080ef4. ISSN 1931-4485. PMID 21317698. S2CID 2481961. Архивировано 11 марта 2022. Дата обращения: 14 мая 2022.
- Rawson, K. J.; Williams, Cristan (2014). Transgender*: The Rhetorical Landscape of a term. Present Tense: A Journal of Rhetoric in Society. 3 (2). Архивировано 15 мая 2017. Дата обращения: 18 мая 2017.
- Reisner, S. L.; Conron, K.; Scout, N.; Mimiaga, M. J.; Haneuse, S.; Austin, S. B. (13 марта 2014). Comparing In-Person and Online Survey Respondents in the U.S. National Transgender Discrimination Survey: Implications for Transgender Health Research. LGBT Health. 1 (2): 98–106. doi:10.1089/lgbt.2013.0018. PMID 26789619. Архивировано 23 октября 2021. Дата обращения: 14 мая 2022.
- Stryker, Susan. Transgender History. — Berkeley, CA : Seal Press, 2008a. — ISBN 978-1-58005-690-8.
- Stryker, Susan (1 января 2008). Transgender History, Homonormativity, and Disciplinarity. Radical History Review. 2008 (100): 145–157. doi:10.1215/01636545-2007-026. Архивировано 4 апреля 2023. Дата обращения: 4 апреля 2023.
- Towle Evan B., Lynn M. Morgan; Stryker Susan, Whittle Stephen. Romancing the Transgender Narrative: Rethinking the Use of the 'Third Gender' Concept // The Transgender Studies Reader. — New York: Routledge; Hoboken: Taylor & Francis, 2013-10-18. — ISBN 978-1135398842.
- Travers, Robb; Bauer, Greta; Pyne, Jake; Bradley, Kaitlin; Gale, Lorraine; Papadimitriou, Maria (2 октября 2012). Impacts of Strong Parental Support for Trans Youth (PDF). TransPulse Canada. Архивировано (PDF) 16 июня 2023. Дата обращения: 7 июня 2023.
- Whittle, Stephen. Respect and Equality: Transsexual and Transgender Rights. — Cavendish Pub, 2002. — ISBN 978-1-85941-743-0.
- Zucker, Kenneth J. (2019). Adolescents with Gender Dysphoria: Reflections on Some Contemporary Clinical and Research Issues. Archives of Sexual Behavior. 48 (7): 1983–1992. doi:10.1007/s10508-019-01518-8. PMID 31321594. S2CID 197663705.

#### Справочные издания
- A glossary: Defining transgender terms. Monitor on Psychology. 49 (8): 32. Сентябрь 2018. Архивировано 12 июля 2023. Дата обращения: 24 июля 2023.
- Answers to your questions about transgender people (англ.). American Psychological Association (8 июля 2024). Дата обращения: 24 сентября 2024. Архивировано 15 сентября 2024 года.
- Transgender (англ.). Encyclopædia Britannica (18 сентября 2024). Дата обращения: 24 сентября 2024. Архивировано 23 сентября 2024 года.
- Franklin, Kolbe. Transgender Lifestyles // Encyclopedia of Social Deviance. — SAGE Publications, 2014. — ISBN 978-1483364698.
- Glossary of Terms: Transgender // GLAAD Media Reference Guide. — 11th. — GLAAD, n.d..
- Martin, Katherine. New words notes June 2015. Oxford English Dictionary. Oxford University Press (июнь 2015). Дата обращения: 2 августа 2015. Архивировано из оригинала 14 августа 2015 года.
- Petronzio, Matt. A Storied Glossary of Iconic LGBT Flags and Symbols. Mashable (13 июня 2014). Дата обращения: 3 апреля 2019. Архивировано 3 апреля 2019 года.
- transgender. Merriam-Webster Dictionary (n.d.). Архивировано 13 апреля 2017 года.

#### Новости
- Allday, Erin (24 июня 2023). S.F. Trans March draws thousands of participants. San Francisco Chronicle (англ.). Архивировано 15 декабря 2023. Дата обращения: 15 декабря 2023.

Trans adults in Florida 'blindsided' that new law also limits their access to health care. NBC News, Associated Press (англ.). 5 июня 2023. Дата обращения: 25 сентября 2024.
- Blakemore, Erin. How historians are documenting the lives of transgender people (англ.). National Geographic (24 июня 2022). Дата обращения: 14 января 2024.
- Blank, Paula (24 сентября 2014). Will the Word "Cisgender" Ever Go Mainstream?. The Atlantic (англ.). Архивировано 13 мая 2018. Дата обращения: 14 августа 2021.
- Nenshi proclaims Trans Day of Visibility. Canadian Broadcasting Corporation. Дата обращения: 4 апреля 2013. Архивировано 4 апреля 2013 года.
- Clark-Flory Tracy (15 июня 2015). Detransitioning: Going From Male To Female To Male Again. Vocativ. Архивировано 31 августа 2017. Дата обращения: 1 сентября 2017.
- Easton, Rob (27 апреля 2022). 'Historic' census data sheds light on number of trans and non-binary people for the first time. CBC News. Архивировано 27 апреля 2022. Дата обращения: 29 мая 2022.
- Garloch Karen (9 мая 2016). What it means to be transgender: Answers to 5 key questions. Charlotte Observer. Архивировано 20 декабря 2016. Дата обращения: 18 декабря 2016.
- M.H. (1 сентября 2017). Why transgender people are being sterilised in some European countries. The Economist. Архивировано 22 марта 2018. Дата обращения: 22 мая 2022.
- Myers Alex (14 мая 2018). Trans Terminology Seems Like It's Changing All the Time. And That's a Good Thing. Slate Magazine (англ.). Архивировано 15 мая 2018. Дата обращения: 15 мая 2018.
- Rayner, Claire (2 июня 1979). Crossing Over. Radio Times. BBC Radio 4 (published 6 июня 1979). Архивировано 7 июня 2023. Дата обращения: 6 июня 2023.
- Simon, Ray. Stirring up the origin of the 'alphabet soup' (англ.). Erie Gay News (2017). Архивировано 11 ноября 2021 года.
- Sudborough Susannah (22 июня 2022). Rita Hester's murder and legacy are important to Boston, so she's getting a mural in Allston. Boston.com. Архивировано 30 мая 2023. Дата обращения: 15 октября 2023.

#### Другое
- Transgender Rights (амер. англ.). American Civil Liberties Union. Дата обращения: 20 мая 2023. Архивировано 20 мая 2023 года.
- Lesbian, Gay, Bisexual, and Transgender Health: Transgender Persons. CDC. U.S. Department of Health and Human Services (29 сентября 2020). Дата обращения: 21 ноября 2020. Архивировано из оригинала 18 февраля 2021 года.
- Cleveland Clinic. AFAB and AMAB: What the Sex You're Assigned at Birth Means for Your Health (англ.). Cleveland Clinic (8 ноября 2022). Дата обращения: 27 сентября 2024. Архивировано 27 сентября 2024 года.
- Dallara, Angela. Groundbreaking Report Reflects Persistent Discrimination Against Transgender Community (англ.). GLAAD blog. Gay and Lesbian Alliance Against Defamation (4 февраля 2011). Дата обращения: 14 декабря 2021. Архивировано 3 августа 2011 года.
- Ford, Zack (27 августа 2014). Transgender Pride Flag Designer Applauds Smithsonian LGBT Artifacts Collection. ThinkProgress. United States of America. Архивировано 17 ноября 2015. Дата обращения: 4 декабря 2015.
- Conron, Kerith J.; Flores, Andrew R. How Many People are Lesbian, Gay, Bisexual, and Transgender? (амер. англ.). Williams Institute. Дата обращения: 19 мая 2023. Архивировано 25 апреля 2015 года.
- Factsheet: Trans People in the UK (PDF) (Report). Government Equalities Office. 3 июля 2018. ISBN 9781786556738. Архивировано (PDF) 8 апреля 2022. Дата обращения: 29 мая 2022.
- Online Anti-LGBTQ Hate Terms Defined: "Transgenderism" (англ.). GLAAD (2 ноября 2023). Дата обращения: 9 марта 2024. Архивировано 12 февраля 2024 года.
- First International Conference on Transgender Law and Employment Policy (1992) (англ.). organizational pamphlet. ICTLEP (1992). Дата обращения: 28 мая 2012. Архивировано 30 марта 2012 года.
- James, Sandy E.; Herman, Jody L.; Rankin, Susan; Keisling, Mara; Mottet, Lisa; Anafi, Ma'ayan (2016). De-Transitioning (PDF). The Report of the 2015 U.S. Transgender Survey (Report). Washington, DC: National Center for Transgender Equality. Архивировано (PDF) 21 января 2018. Дата обращения: 18 марта 2019.
- Peo, Roger E. The 'Origins' and 'Cures' for Transgender Behavior (англ.). The TV-TS Tapestry (1984). Дата обращения: 28 мая 2012. Архивировано 7 апреля 2012 года.
- Prince, Virginia (1969). Change of Sex or Gender. Transvestia. IX (60). Chevalier Publications: 65. Архивировано 28 декабря 2021.
- Retro Report. Transforming History (англ.). Retro Report (15 июня 2015). Дата обращения: 10 июля 2015. Архивировано 10 июля 2015 года.
- Trevor Project. Guiding Principles (англ.). The Trevor Project. Дата обращения: 20 мая 2023. Архивировано 14 мая 2023 года.
- Counting Trans Populations (англ.). Division of Prevention Science. University of California, San Francisco. Дата обращения: 22 мая 2022. Архивировано 13 мая 2022 года.